# 僕は御免だ
『僕は御免だ』（ぼくはごめんだ、But Not for Me）は、クラーク・ゲーブルとキャロル・ベイカーの主演により、1959年に公開されたパラマウント・ピクチャーズのコメディ映画。本作は、1934年に発表されたサムソン・ラファエルソン作の舞台劇『Accent on Youth』を原作としている。 

## あらすじ
ラス・ウォード（クラーク・ゲーブル）は、元妻のキャサリン（リリー・パルマー）に慰謝料を払い続けているブロードウェイのプロデューサー。ウォードは、実績はあるが不調が続いている劇作家マクドナルド（リー・J・コッブ）に新作を書かせようとしていたが、彼が書き上げた初老の男と若い娘の恋物語に納得がいかず、上演を断念する。ウォードは上演の断念とともに、雇っていた若い美人の秘書エリー（キャロル・ベイカー）に解雇を告げたのだが ...。

## キャスト
- クラーク・ゲーブル ... ラッセル・"ラス"・ウォード (Russell "Russ" Ward)
- キャロル・ベイカー ... エリー・ブラウン / ボーデン (Ellie Brown / Borden)
- リリー・パルマー ... キャスリン・ウォード (Kathryn Ward)
- リー・J・コッブ ... ジェレミア・マクドナルド (Jeremiah MacDonald)
- バリー・コー（英語版） ... ゴードン・レイノルズ (Gordon Reynolds)
- トーマス・ゴメス ... デメトリオス・バコス (Demetrios Bacos)
- チャールズ・レイン ... アトウッド (Atwood)
- ウェンデル・ホームズ（英語版） ... モンゴメリー (Montgomery)
- トム・ダガン（英語版） ... ロイ・モートン (Roy Morton)

## 同じ原作により先行した作品
1935年の映画『青春の溜息 (Accent on Youth)』は、ハーバート・マーシャルとシルヴィア・シドニーが主演した。ミュージカル映画として製作された1960年の映画『Mr. Music』は、ビング・クロスビーと ナンシー・オルソンが主演した。

## 小説化
この映画の脚本に基づいて書かれ、一定の評価をされた小説化作品に、アメリカ合衆国の作家エドワード・S・アーロンズ（1916年 - 1975年）が変名エドワード ・ロンズ (Edward Ronns) として発表し、マス市場に出回った Pyramid Books の廉価版ペーパーバック（定価35セント）があり、1959年9月に発売されたこの本は、著作権がパラマウント・ピクチャーズ社に帰属していた。アーロンズは、主人公サム・デュレル (Sam Durell) が活躍するスパイ小説シリーズ「Assignment」の一連の作品で広く知られた。